# لو كا تشونغ
لو كا تشونغ هو سائق سباق صيني، ولد في 11 نوفمبر 1977 في هونغ كونغ في الصين.

## روابط خارجية
- لو كا تشونغ على موقع DriverDB.com (الإنجليزية)